# Videokaseta
Video kaseta je pomnilni medij, na katerega shranjujemo video posnetke. Sranjujemo jih lahko v digitalni ali analogni obliki. Sestavljena je iz magnetnega traku, dveh valjev na katera se trak namotava in plastičnega ohišja. Poznamo več formatov video kaset. Format opisuje fizično velikost video kasete, vrsto in dolžino magnetnega traku in obliko video zapisa na njej. Vse te lastnosti tako določijo kapaciteto video kasete, katera se meri v minutah.

## Formati analognih video kaset
- VHS
- S-VHS
- VHS-C

## Formati digitalnih video kaset
- DVCAM-L
- DVCPRO-M
- MiniDV